# Alain Daniélou
Alain Daniélou, född 4 oktober 1907 i Neuilly-sur-Seine, död 27 januari 1994 i Schweiz, var en fransk historiker och indolog.
Daniélous moder, Madeleine Clamorgan, tillhörde en gammal normandisk adelssläkt och grundade en katolsk kongregation för kvinnliga lärare till åminnelse av Francois Xavier. Hans fader, Charles Daniélou, var däremot antiklerikal och en bretonsk politiker som flera gånger satt i Frankrikes regering. 
Efter studier i dans och musik besökte Daniélou Indien och fascinerades där av den inhemska kulturen. Han var en av de första västerlänningar som besökte de urgamla templen i Khajuraho, och hans fotoserie därifrån nådde internationell ryktbarhet. Efter studier i indiskt språk och kultur utnämndes han 1949 till professor vid Hinduiska universitetet i Benares. Han var även direktor vid College of Indian Music. Daniélous främsta verk inom indologins område var om vedaskrifterna. Han konverterade själv till hinduismen och kom att tillhöra  shivaiterna.  
Daniélou utnämndes till riddare av Hederslegionen och emottog även den franska utmärkelsen Ordre National du Mérite. 1981 erhöll han Unesco/CIM:s pris i musik och 1987 Unescos kathmandumedalj.